# Vita col nonno
Vita col nonno (Our House) è una serie televisiva statunitense in 46 episodi trasmessi per la prima volta nel corso di 2 stagioni dal 1986 al 1988.
È una sitcom con risvolti e tematiche drammatiche incentrata sulle vicende della famiglia Witherspoon e sulle sfide che si trovano ad affrontare con tre generazioni che vivono nella stessa casa: Gus Witherspoon invita infatti a vivere con lui, dopo la morte del figlio, la nuora Jessie con i suoi tre figli (tra questi vi è una giovane Shannen Doherty che interpreta Kris).
Alla prima TV del 1986, la Associated Press la definì "una serie familiare da incorniciare". Nonostante le buone recensioni, la serie non conseguì un buon rating nella classifica degli ascolti (53ª nella sua prima stagione e 64ª nella seconda).

## Personaggi e interpreti

### Personaggi principali
- Gus Witherspoon (46 episodi, 1986-1988), interpretato da	Wilford Brimley.
- Jessica 'Jessie' Witherspoon (46 episodi, 1986-1988), interpretata da	Deidre Hall.
- Kris Witherspoon (46 episodi, 1986-1988), interpretata da	Shannen Doherty.
- David Witherspoon (46 episodi, 1986-1988), interpretato da	Chad Allen.
- Molly Witherspoon (46 episodi, 1986-1988), interpretata da	Keri Houlihan.
- Joe Kaplan (46 episodi, 1986-1988), interpretato da	Gerald S. O'Loughlin.

### Personaggi secondari
- Bertha (17 episodi, 1986-1988), interpretata da	Nicole Dubuc.
- J.R. Dutton (13 episodi, 1987-1988), interpretato da	David Mendenhall.
- Cliff (7 episodi, 1986-1988), interpretato da	Robert F. Hoy.
- Crimshaw (6 episodi, 1986-1988), interpretato da	Owen Bush.
- Virginia Taft (6 episodi, 1986-1988), interpretata da	Anne Haney.
- Mark (5 episodi, 1987), interpretato da	Thomas Wilson Brown.
- Martin (4 episodi, 1986-1988), interpretato da	Marty Davis.
- Carrie (4 episodi, 1986-1987), interpretata da	Angela Skinner.
- Alex (4 episodi, 1988), interpretato da	Melissa Clayton.
- Chelsea (3 episodi, 1986-1987), interpretata da	Hope Tibbetts.
- Tommy (3 episodi, 1986), interpretato da	Gabriel Damon.
- Frank (3 episodi, 1987), interpretato da	Brad Kesten.
- Nikki (3 episodi, 1987), interpretata da	JoAnn Willette.
- Chip (3 episodi, 1988), interpretato da	David Glasser.
- Joanie (2 episodi, 1986-1988), interpretata da	Olivia Burnette.
- Courtney (2 episodi, 1986-1988), interpretata da	Kathy Wagner.
- Sheila (2 episodi, 1986-1987), interpretata da	Laurie Burton.
- J. J. Moon (2 episodi, 1986-1987), interpretato da	David Huddleston.
- Carol Grey (2 episodi, 1986-1987), interpretata da	Kim Johnston Ulrich.
- Alma (2 episodi, 1986), interpretata da	Claire Malis.
- Mr. Cathcart (2 episodi, 1986), interpretato da	John McCook.
- J.R. Dutton (2 episodi, 1986), interpretato da	Ricky Stout.
- Cindy (2 episodi, 1987-1988), interpretata da	Millie Perkins.
- Marvin Stokes, D.A. (2 episodi, 1987-1988), interpretato da	Todd Susman.
- Gale Witherspoon (2 episodi, 1987), interpretato da	Rebecca Balding.
- Mac Hoover (2 episodi, 1987), interpretato da	Michael Cavanaugh.
- Buzz (2 episodi, 1987), interpretato da	Linden Chiles.

## Produzione
La serie, ideata da James Lee Barrett, fu prodotta da Lorimar Telepictures e Lorimar Television e girata nel Walt Disney's Golden Oak Ranch a Newhall in California. Le musiche furono composte da Billy Goldenberg.

### Registi
Tra i registi della serie sono accreditati:
- Ray Austin (17 episodi, 1986-1988)
- Chuck Arnold (7 episodi, 1987-1988)
- Robert Scheerer (6 episodi, 1986)
- Nick Havinga (4 episodi, 1987-1988)
- Jerry Thorpe (2 episodi, 1986-1987)
- Harry Harris (2 episodi, 1986)
- Win Phelps (2 episodi, 1987-1988)
- Roy Campanella II (2 episodi, 1987)

## Distribuzione
La serie fu trasmessa negli Stati Uniti dall'11 settembre 1986 all'8 maggio 1988 sulla rete televisiva NBC. In Italia è stata trasmessa dal 1988 su Rai 1 e poi in replica su Rai 3 con il titolo Vita col nonno.
Alcune delle uscite internazionali sono state:
- negli Stati Uniti l'11 settembre 1986 (Our House)
- in Spagna (Nuestra casa)
- in Italia (Vita col nonno)

## Episodi
| Stagione         | Episodi | Prima TV USA | Prima TV Italia |
| ---------------- | ------- | ------------ | --------------- |
| Prima stagione   | 24      | 1986-1987    |                 |
| Seconda stagione | 22      | 1987-1988    |                 |